# Reggina 1914

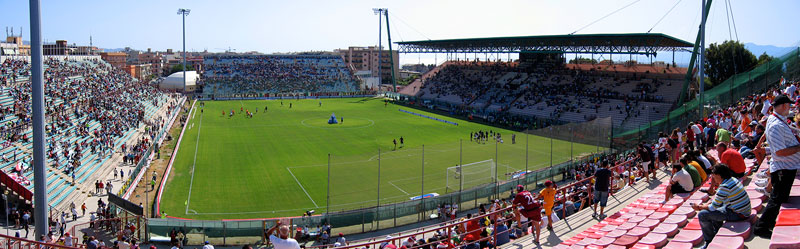
Stadio Oreste Granillo

Reggina 1914 – włoski klub piłkarski z siedzibą w mieście Reggio di Calabria. Swoje mecze rozgrywa na Stadio Oreste Granillo, który może pomieścić 27 763 widzów. Zespół nosi przydomek "I Amaranto" (pol. amarantowi), który pochodzi od klubowych barw.

## Historia
Chronologia nazw:
- 1914: Unione Sportiva Reggio Calabria
- 1922: Reggio Foot Ball Club
- 1928: Unione Sportiva Reggina
- 1934: Associazione Sportiva Reggina
- 1935: klub rozwiązano
- 1935: Società Sportiva La Dominante
- 1940: klub rozwiązano
- 1944: Associazione Sportiva Reggina
- 1986: Reggina Calcio S.p.A.
- 2015: klub rozwiązano
- 2015: Associazione Sportiva Dilettantistica Reggio Calabria
- 2016: Società Sportiva Dilettantistica Reggio Calabria S.r.l.
- 2016: Urbs Reggina 1914 S.r.l.
- 2019: Reggina 1914 S.r.l.

Klub został założony 11 stycznia 1914 roku jako "Unione Sportiva Reggio Calabria". W późniejszym okresie jego nazwa kilkukrotnie ulegała zmianie. Drużyna nosiła kolejno nazwy "Società Calcistica Reggio", "Reggio Foot Ball Club", "Associazione Sportiva Reggina" oraz "Società Sportiva La Dominante". Obecna nazwa klubu - "Reggina Calcio" została ustanowiona w 1984 roku.
Zespół po raz pierwszy awans do Serie A uzyskał w sezonie 1998/1999, kiedy to zajął czwarte miejsce w rozgrywkach drugiej ligi. Dwa lata później przegrywając play offy z Chievo Werona Reggina spadła do Serie B, jednak szybko powróciła do najwyższej klasy rozgrywek w kraju. W sezonie 2002/2003 drużyna utrzymała się we włoskiej ekstraklasie dzięki wygraniu barażów z Atalantą BC.
W 2006 roku Reggina Calcio została oskarżona o udział w Aferze Calciopoli. Początkowo została ukarana odjęciem piętnastu punktów w sezonie 2006/2007, jednak po odwołaniu karę zmniejszono do jedenastu punktów. Mimo tego ostatecznie ekipie "Amaranto" udało się utrzymać w Serie A. W ostatnim meczu rozgrywek Reggina pokonała zwycięzców Ligi Mistrzów - A.C. Milan, a wygrana ta dała im punkt przewagi nad strefą spadkową.
Początek rozgrywek 2007/2008 był dla Regginy zupełnie nieudany, dlatego też już w listopadzie na stanowisku szkoleniowca Massimo Ficcadentiego zastąpił Renzo Ulivieri. Pod wodzą nowego trenera drużyna także radziła sobie fatalnie, co doprowadziło do kolejnej zmiany w klubie. Nowym szkoleniowcem został wybrany Nevio Orlandi, pod wodzą którego Reggina znacznie poprawiła swoje wyniki i ostatecznie zdołała utrzymać się w Serie A. W pierwszej części kolejnego sezonu wyniki uzyskiwane przez Regginę zmusiły działaczy klubu do zmiany trenera, którym został Giuseppe Pillon. 25 stycznia 2009 roku na stanowisko szkoleniowca zespołu powrócił Nevio Orlandi. W sezonie 2008/2009 Reggina zajęła przedostatnie miejsce w Serie A i spadła do drugiej ligi.
Największym rywalem Regginy Calcio jest klub z sąsiadującego z nim miasta - FC Messina. Oba miasta dzieli tylko piętnaście minut podróży promem. Pojedynki między tymi dwoma klubami znane są we Włoszech jako "Derby dello Stretto", czyli derby Cieśniny Mesyńskiej.

## Zawodnicy

### Obecny skład
Stan na 20 sierpnia 2023
| Nr | Poz. | Piłkarz                                  |
| -- | ---- | ---------------------------------------- |
| 6  | OB   | Giuseppe Loiacono (kapitan)              |
| 8  | PO   | Lorenzo Crisetig                         |
| 10 | PO   | Joel Obi                                 |
| 11 | NA   | Emanuele Cicerelli (wypożyczony z Lazio) |
| 12 | BR   | Tomasso Aglietti                         |
| 13 | OB   | Devid Eugene Bouah                       |
| 16 | NA   | Andrey Galabinov                         |
| 17 | OB   | Gianluca Di Chiara                       |
| 21 | PO   | Federico Ricci                           |
| 22 | BR   | Simone Colombi                           |

| Nr | Poz. | Piłkarz                                 |
| -- | ---- | --------------------------------------- |
| 23 | OB   | Michele Camporese                       |
| 24 | OB   | Emanuele Terranova                      |
| 25 | PO   | Alessandro Lombardi                     |
| 28 | OB   | Riccardo Gagliolo                       |
| 37 | PO   | Žan Majer                               |
| 94 | OB   | Daniele Liotti                          |
| 99 | PO   | Rigoberto Rivas                         |
|    | NA   | Luigi Canotto (wypożyczony z Frosinone) |
|    | PO   | Lorenzo Gavioli                         |

## Piłkarze
- Zwycięzcy mistrzostw świata:

 Franco Causio
 Andrea Pirlo
 Simone Perrotta
- Zawodnicy mający na koncie co najmniej 200 występów:

 Alberto Gatto
 Simone Giacchetta
 Maurizio Poli
 Massimo Mariotto
 Luciano Gallusi
 Giancarlo Olivotto
 Antonio Bumbaca
 Francesco Cozza
- Zawodnicy mający na koncie co najmniej 40 goli:

 Erminio Bercarich
 Alberto Gatto
 Francesco Cozza
 Davide Dionigi
 Nicola Amoruso
- Najlepsi strzelcy klubu w poszczególnych sezonach: